# Audi Cabriolet
La Audi Cabriolet è un'autovettura di fascia medio-alta prodotta dalla casa automobilistica tedesca Audi dal 1991 al 2000.

## Storia e profilo

### Nascita del modello
Il progetto relativo all'Audi Cabriolet risale a circa la metà degli anni ottanta del secolo scorso, quando era già in fase avanzata il progetto relativo alla seconda generazione dell'Audi Coupé che avrebbe esordito nel 1987. Fu infatti nel 1989, al Salone di Francoforte, che venne presentato il primo prototipo relativo alla futura "scoperta" di casa Audi. Nonostante fosse stato apertamente dichiarato come uno "studio", e quindi come una concept car, fu chiaro fin da subito che la casa di Ingolstadt aveva intenzione di rituffarsi nel settore delle cabriolet dopo un'attesa che si protraeva ormai da quasi cinquant'anni, ossia addirittura dal 1940, quando cessò la produzione dell'Audi 920, proposta anche con carrozzeria cabriolet, appunto. Come responsabile del progetto relativo alla nuova cabriolet fu incaricato Friedrich Steinbach, già a capo del progetto relativo alla berlina B3 (e supervisionato da Hartmut Warkuß, mentre i responsabili dello stile furono Gerard Pfefferle e Peter Schreyer. Un primo lotto di ventisei esemplari di preserie venne già assemblato nel corso del 1990, di cui quattro esemplari a trazione integrale, anche se quest'ultima soluzione non verrà mai proposta nella gamma. Ma la produzione in serie vera e propria non venne avviata che nel maggio del 1991, mentre la vettura definitiva venne presentata al Salone di Francoforte di quello stesso anno.

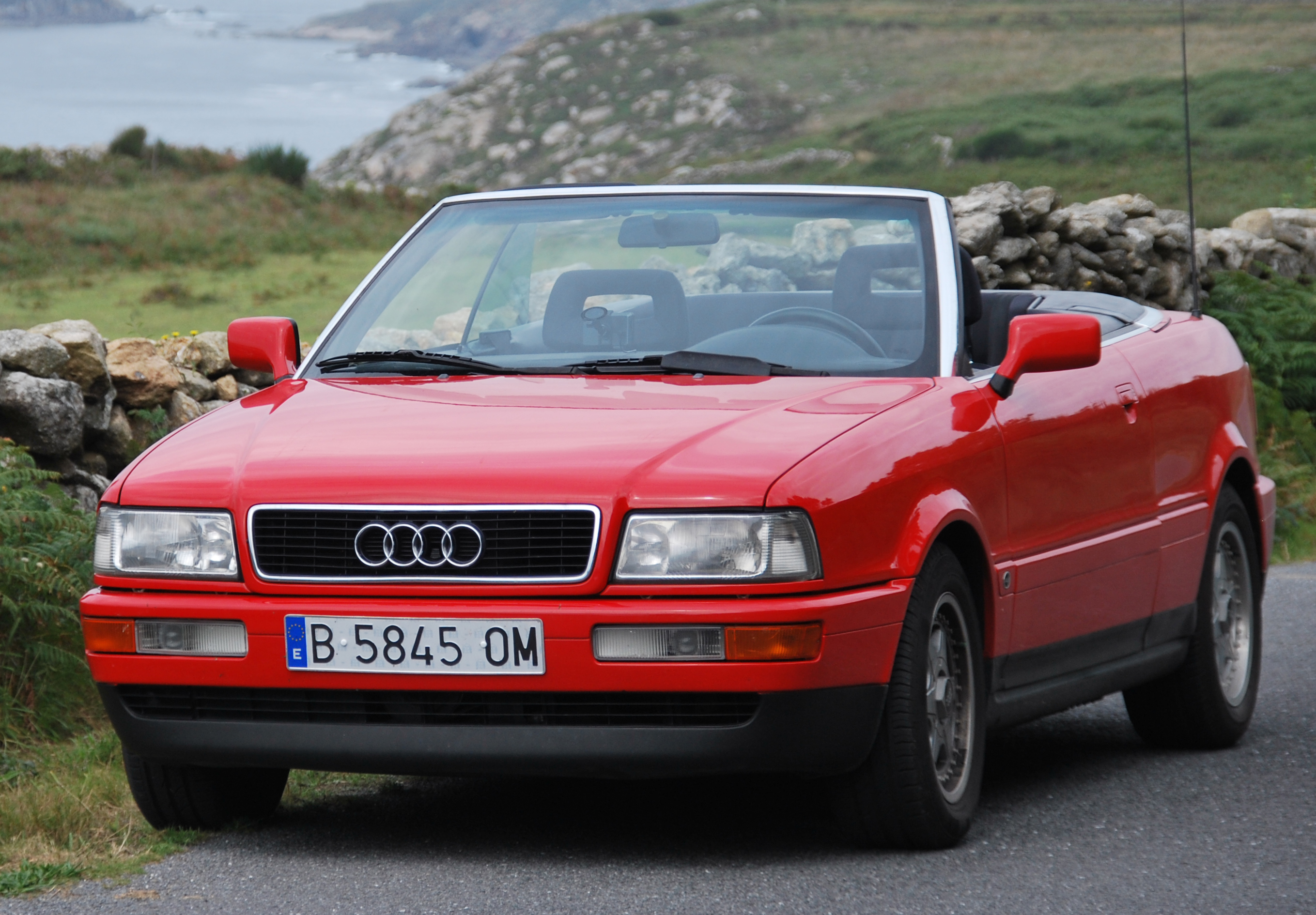
Un'Audi Cabriolet in configurazione "aperta"

### Caratteristiche
Strutturalmente, l'Audi Cabriolet deriva in linea retta dall'Audi Coupé, della quale riprende in particolar modo le principali soluzioni stilistiche, come ad esempio il frontale stilisticamente vicino a quello della quarta generazione dell'Audi 80, piuttosto che alla terza. Oramai il corso stilistico Audi si stava spostando in quella direzione e non è un caso se la vettura venne presentata assieme all'Audi 80 B4: si voleva così chiudere il cerchio in un colpo solo e completare quanto già iniziato nel 1988 con il lancio della Coupé B3 e dell'ammiraglia V8, già entrambe caratterizzate da un frontale con calandra inglobata nella lamiera del cofano motore, e proseguito nel 1990 con l'ultima edizione dell'Audi 100. Anche la coda, con i suoi gruppi ottici quadrangolari, leggermente bombati e interamente di colore rosso, riprendevano il tema stilistico della Coupé di seconda generazione e dell'Audi 80 B4. L'abitacolo offriva posto per sole quattro persone, poiché posteriormente un po' di spazio era stato sacrificato per fornire un alloggiamento alla capote quando questa veniva ripiegata per viaggiare all'aria aperta. Ciò comportava anche il sacrificio di una parte della capacità disponibile all'interno del bagagliaio, che a capote ripiegata e riposta nel vano posteriore non superava i 250 litri, mentre con l'auto in configurazione chiusa si poteva arrivare anche a 425 litri (in realtà la capienza di 250 litri rimane sempre identica a capote aperta o chiusa avendo la stessa un vano apposito separato dal bagagliaio).

Un'Audi 90 Cabriolet per il mercato nordamericano

Essendo derivata dalla contemporanea Audi Coupé, la Cabriolet condivideva quindi il pianale con le ultime due generazioni dell'Audi 80. Venne quindi confermato lo schema meccanico a motore anteriore longitudinale e a trazione anteriore, con avantreno di tipo MacPherson e retrotreno a ruote interconnesse, freni anteriori a dischi autoventilanti e posteriori a dischi pieni. Numerosi interventi erano stati effettuati sulla carrozzeria, in modo da irrobustirla per sopportare le particolari sollecitazioni cui è sottoposta solitamente una vettura scoperta. Furono rinforzati il pianale, i montanti del parabrezza, la battuta delle porte e i longheroni anteriori e posteriori. La capote fu particolare oggetto di cure, essendo realizzata in materiale plastico stratificato appositamente studiato: ripiegata, scompariva in un apposito vano dietro i sedili, provvisto di coperchio a filo della carrozzeria: le operazioni di apertura e chiusura risultavano piuttosto pratiche e veloci; la silenziosità nell'abitacolo a capote chiusa risultava buona. Al suo esordio, l'Audi Cabriolet era disponibile solo in un'unica motorizzazione, consistente nell'unità a 5 cilindri da 2309 cm3 in grado di erogare una potenza massima di 133 CV. Tale motore poteva spingere la vettura fino a 196 km/h di velocità massima: non un motore potentissimo, ma risultava comunque adeguato per il tipo di vettura. Il cambio era del tipo manuale a 5 marce.

## Evoluzione

### Carriera commerciale dell'AudiCabriolet

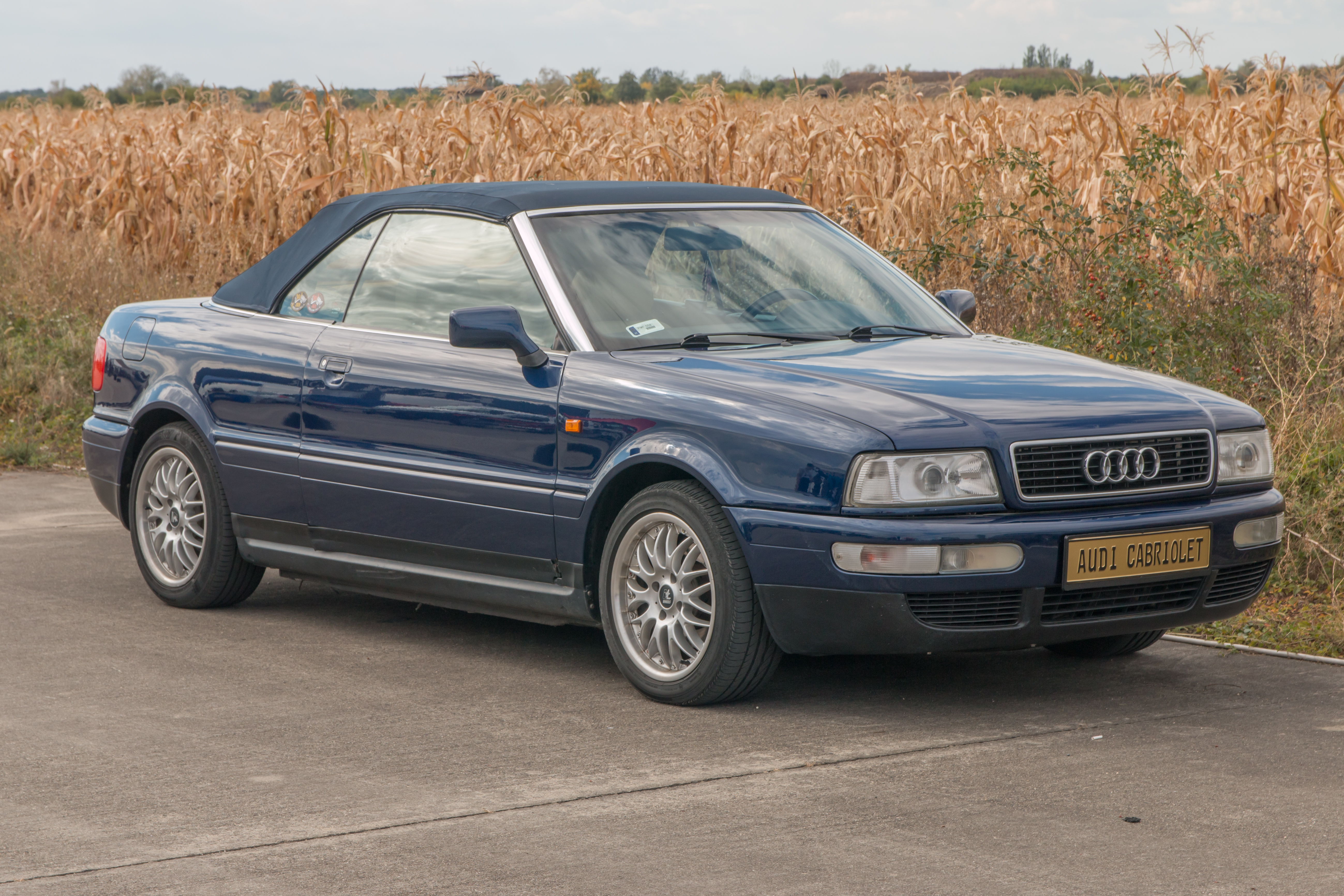
Un'Audi Cabriolet post-restyling

La produzione dell'Audi Cabriolet ebbe luogo nello stabilimento di Ingolstadt, sfruttando la medesima linea di montaggio dell'Audi Coupé, mentre le finiture venivano eseguite in un'altra zona dell'impianto bavarese.
Dopo oltre un anno dal suo lancio, la gamma dell'Audi Cabriolet venne allargata nel dicembre 1992 con l'arrivo della 2.8 V6 da 174 CV, seguita un mese dopo dalla ben più tranquilla 2.0 E monoalbero da 116 CV, con una potenza non adeguata alla massa della vettura (1 315 kg) che aveva però il vantaggio di un prezzo d'acquisto relativamente basso. A partire dal febbraio 1993, divenne disponibile a richiesta la capote ad azionamento elettroidraulico. All'inizio del 1994, il motore da 2,3 litri venne pensionato e fu sostituito da un motore V6 da 2598 cm3 con potenza massima di 150 CV.
Nel giugno del 1995 vi furono altre due significative novità: una fu l'introduzione del nuovo motore bialbero da 2 litri con potenza di 140 CV. Tale motore resterà però in listino solo un anno. La seconda novità fu invece l'introduzione della variante a gasolio, concepita per proporre una versione particolarmente economa dell'Audi Cabriolet. Il suo motore da 1,9 litri turbodiesel erogava 90 CV e accelerava da 0 a 100 km/h in 14"7 e fermava il tachimetro una volta raggiunti i 175 km/h.

### Restyling 1997
Nell'aprile del 1997 l'Audi Cabriolet venne sottoposta a un restyling di mezza età: venne leggermente ridisegnati i paraurti, vennero adottati nuovi fanali anteriori e gli indicatori di direzione incastonati al suo interno divennero bianchi. Nell'abitacolo cambiarono alcuni dettagli, come ad esempio il formato delle cifre nel cruscotto. Motoristicamente vi fu l'arrivo di una nuova versione di attacco, ovvero la 1.8 con il nuovissimo motore a 5 valvole per cilindro che le consentivano di erogare una potenza massima di 125 CV. La produzione dell'Audi Cabriolet terminò nel 2000. Verrà sostituita due anni dopo dalla nuova A4 Cabriolet della serie B6.

## Tabella riepilogativa
Di seguito vengono riepilogate le caratteristiche relative alla gamma dell'Audi Cabriolet. I prezzi riportati sono in marchi tedeschi e si riferiscono al momento dell'esordio nel mercato tedesco:
| Audi Cabriolet (1991-2000) |        |            |                                 |                |               |                    |              |                     |                    |                    |                    |                       |
| Modello                    | Motore | Cilindrata | Alimentazione                   | Potenza CV/rpm | Coppia Nm/rpm | Massa a vuoto (kg) | Velocità max | Acceler. 0–100 km/h | Consumo (L/100 km) | Anni di produzione | Esemplari prodotti | Prezzo all'epoca (DM) |
| Versioni a benzina         |        |            |                                 |                |               |                    |              |                     |                    |                    |                    |                       |
| 1.8 20v                    | ADR    | 1781       | Iniezione elettronica indiretta | 125/5800       | 173/3950      | 1.370              | 195          | 11"5                | 8,4                | 01/1997–08/2000    | 6.851              | 49.500                |
| 2.0 E                      | ABK    | 1984       | Iniezione elettronica indiretta | 116/5400       | 166/3200      | 1.350              | 187          | 12"9                | 9,1                | 01/1993–07/1998    | 12.235             | 53.450                |
| 2.0 16v                    | ACE    | 1984       | Iniezione elettronica indiretta | 140/5900       | 181/4500      | 1.330              | 202          | 10"5                | -                  | 06/1995-07/1996    | 89                 | -                     |
| 2.3 E                      | NG     | 2309       | Iniezione elettronica indiretta | 133/5500       | 186/4000      | 1.370              | 198          | 10"8                | 9,2                | 05/1991-01/1994    | 19.913             | 51.950                |
| 2.6 E                      | ABC    | 2598       | Iniezione elettronica indiretta | 150/5750       | 225/3500      | 1.455              | 209          | 10"2                | 10,1               | 01/1994-08/2000    | 15.752             | 59.900                |
| 2.8 E                      | AAH    | 2771       | Iniezione elettronica indiretta | 174/5500       | 250/3000      | 1.455              | 218          | 9"8                 | 9,8                | 11/1992–08/2000    | 12.476             | 65.950                |
| Versioni diesel            |        |            |                                 |                |               |                    |              |                     |                    |                    |                    |                       |
| 1.9 TDI                    | 1Z     | 1896       | Turbodiesel iniezione diretta   | 90/4000        | 202/1900      | 1.390              | 175          | 14"7                | 5,6                | 06/1995–07/1996    | 4.026              | 52.100                |
| 1.9 TDI                    | AHU    | 1896       | Turbodiesel iniezione diretta   | 90/4000        | 210/1900      | 1.390              | 175          | 14"7                | 5,6                | 07/1996–08/2000    | 4.026              | 52.100                |